# Reifenverschleißanzeige

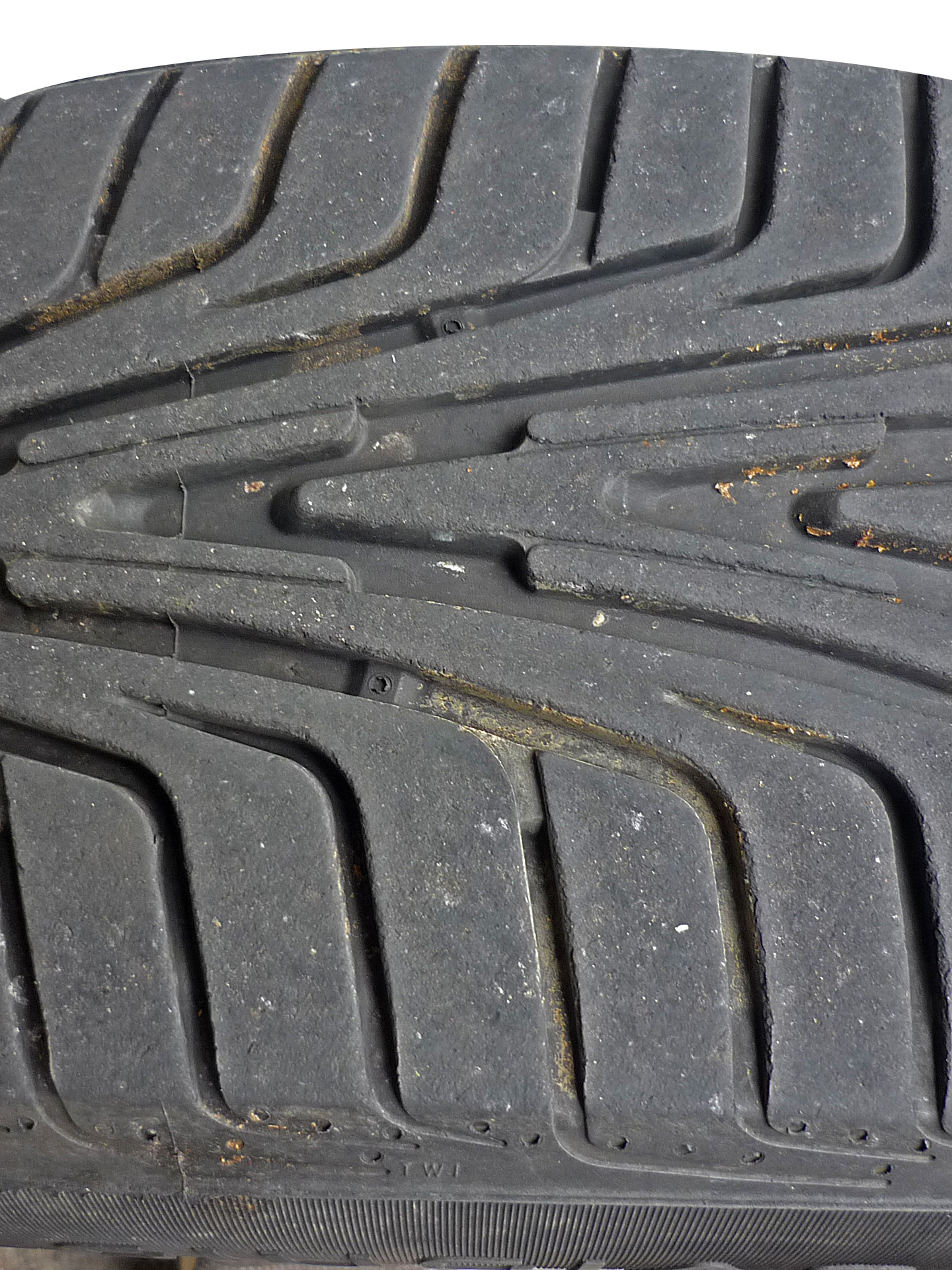
Reifenprofil mit Verschleißanzeige; Markierung "TWI" am Reifenrand

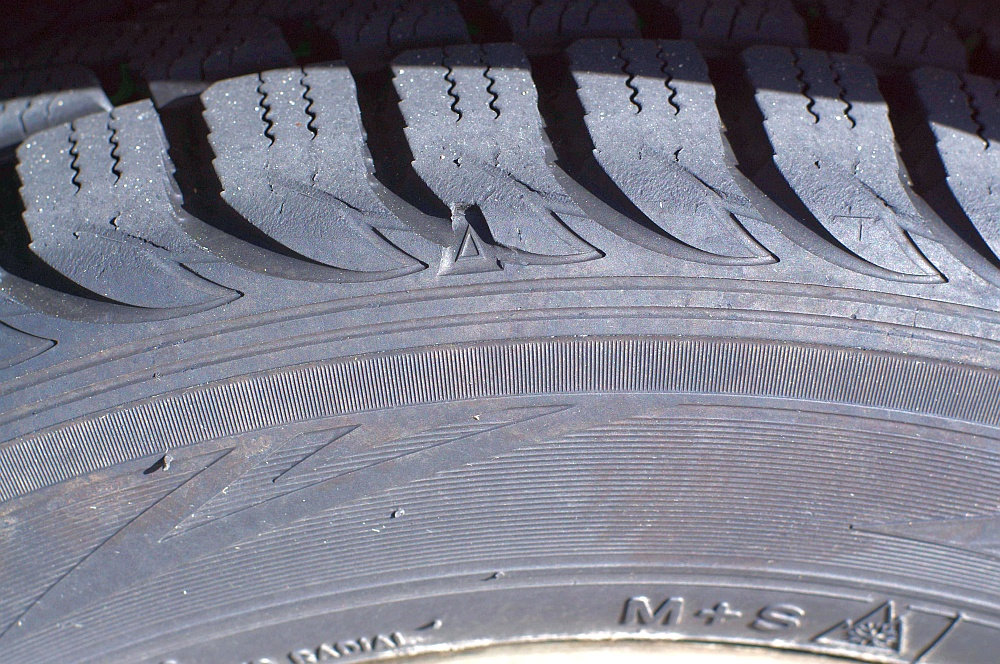
An Stelle des Kürzels TWI kann auch eine dreieckige Markierung vorhanden sein

An der Reifenverschleißanzeige (Abnutzungs-Indikator, Tread Wear Indicator, TWI) erkennt man, ob ein Reifen abgefahren ist, d. h. das Profil des Reifens nicht mehr die vorgeschriebene Mindestprofiltiefe hat. Zu diesem Zweck befinden sich kleine Stege, meist quer zur Laufrichtung, in den Rillen des Hauptprofils. Um diese leichter zu finden, sind an den entsprechenden Stellen am Reifenrand meistens die Buchstaben TWI aufgedruckt. Wenn der Reifen so weit verschlissen ist, dass der Indikator mit dem Profil eine Ebene bildet, muss der Reifen ersetzt werden.
Die gesetzlich vorgeschriebene Mindestprofiltiefe in Deutschland beträgt im Regelfall 1,6 mm. Der Indikator zeigt jedoch nicht zwangsläufig den regional gesetzlich vorgeschriebenen Wert an, sondern je nach Hersteller auch mehr, um den Verbraucher dazu zu bewegen, nicht erst bei Erreichen der (andererseits von Experten vieler Seiten als zu gering bemängelten) Mindestprofiltiefe neue Reifen zu kaufen.

## Sommer-TWI und Winter-TWI

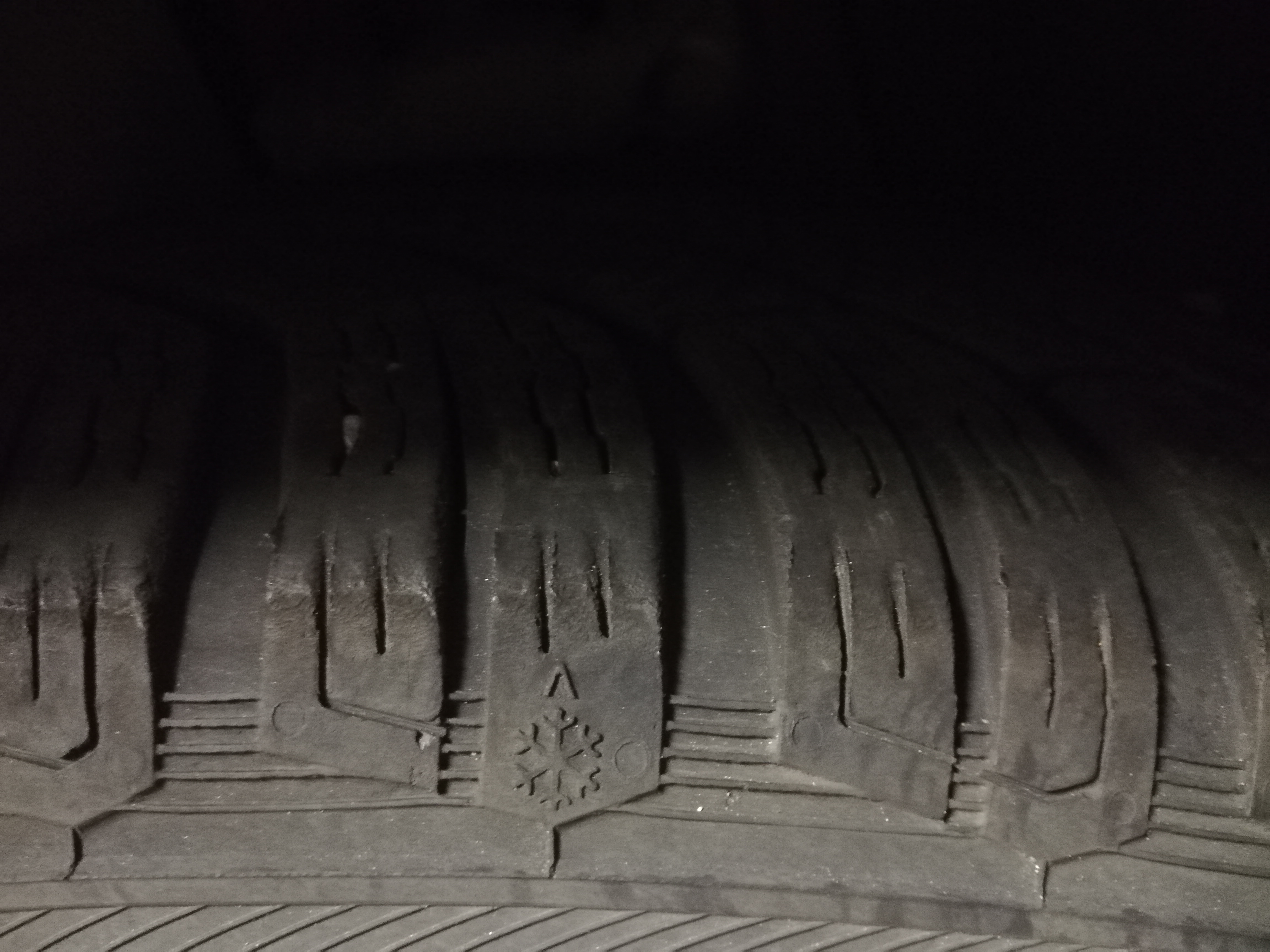
Kennzeichnung Winter-TWI (Schneeflocke)

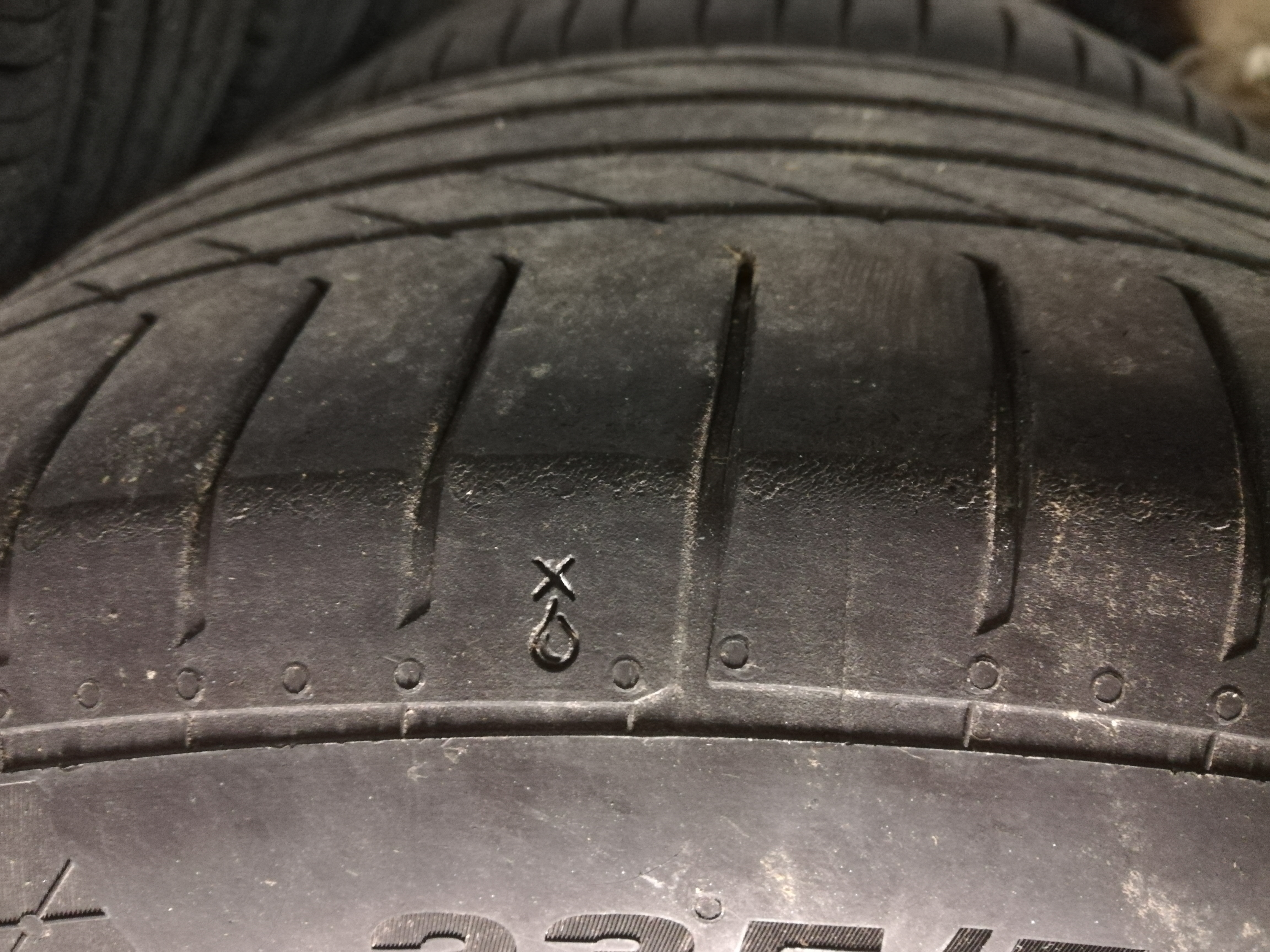
Kennzeichnung Sommer-TWI (Wassertropfen)

Bei modernsten Reifen einiger Hersteller werden zusätzlich zur normalen Verschleißanzeige ein Sommer-TWI bzw. Winter-TWI ins Profil eingearbeitet. Die Position der zusätzlichen Stege ist bei Sommerreifen seitlich mit einem Wassertropfen und bei Winterreifen mit einer Schneeflocke markiert.
Die höheren Stege zeigen bei Sommerreifen an, dass das Profil bis auf 3 mm abgefahren wurde und daher die Leistung bei nasser Fahrbahn deutlich reduziert ist. Bei Winterreifen liegt das TWI höher. Wenn dieses TWI nicht mehr erkennbar ist, ist der Reifen für einen Einsatz im Winter nicht mehr geeignet.

## Motorradreifen
Bei Motorradreifen ist zu beachten, dass TWIs oftmals eine nur für den nordamerikanischen Markt relevante Mindestprofiltiefe von lediglich 0,8 mm anzeigen. In der Praxis ist der TWI somit zur Überwachung der Restprofiltiefe in Regionen mit abweichenden gesetzlichen Mindestanforderungen (z. B. Europa mit meist 1,6 mm Restprofiltiefe) ungeeignet und ersetzt nicht die regelmäßige Prüfung mit dem Messschieber oder einem anderen geeigneten Messgerät.